# Operation Greenhouse
Operation Greenhouse là chuỗi chiến dịch nhằm thử nghiệm vũ khí hạt nhân thứ 5 của Mỹ, và là lần thử nghiệm thứ 2 trong năm 1951, lần đầu tiên thử nghiệm các nguyên lý cơ bản cho việc phát triển vũ khí nhiệt hạch. Được tiến hành tại Khu vực thử nghiệm hạt nhân Thái Bình Dương, trên Đảo san hô vòng Enewetak, vũ khí hạt nhân theo đó được gắn trên một tháp lớn bằng thép, nhằm mô phỏng một vụ nổ trong không trung. Lần thử nghiệm hạt nhân này diễn ra sau Operation Ranger và tiếp theo là Operation Buster-Jangle.
Operation Greenhouse là lần đầu tiên thử nghiệm thiết kế vũ khí hạt nhân mới. Thiết kế mới có kích thước, trọng lượng nhỏ hơn, và quan trọng nhất là giảm lượng vật liệu phân hạch, trong khi tăng đương lượng nổ của bom. Với việc Liên Xô thử nghiệm vũ khí hạt nhân đầu tiên trước đó 1 năm rưỡi, Hoa Kỳ buộc phải phát triển thiết kế bom hạt nhân mới dù nó chưa được kiểm chứng. Do đó thành công trong cuộc thử nghiệm Operation Greenhouse là rất quan trọng, nhờ đó Mỹ có thể tiếp tục phát triển vũ khí nhiệt hạch.
Các kỹ sư đã xây một loạt các công trình bao gồm tòa nhà, bunker, nhà máy trên đảo Mujinkarikku nhằm thử nghiệm hiệu quả của vũ khí.
Vụ nổ hạt nhân George là vụ nổ hạt nhân nhiệt hạch đầu tiên trên thế giới, nó chỉ mang tính thử nghiệm, và không thể trở thành vũ khí. Nó có thiết kế dạng hình xuyến, với một lượng nhỏ đồng vị của Hydro lỏng (deuterium và tritium) đặt ở tâm. Lượng năng lượng từ phản ứng tổng hợp nhiệt hạch của quả bom không đáng kể so với năng lượng từ phản ứng phân hạch. Tuy nhiên nó đã đóng vai trò quan trọng trong Lịch sử thiết kế bom nhiệt hạch Teller–Ulam. Vụ nổ hạt nhân George đã sản sinh ra một đám mây Wilson hình chuông gần đỉnh của đám mây hình nấm.
Vụ nổ hạt nhân George đã trở thành tiền đề cho vụ thử bom nhiệt hạch quy mô lớn đầu tiên, Ivy Mike, được diễn ra 1 năm sau đó, vào ngày 1/11/1952, trên Đảo san hô vòng Enewetak.